# كارلا همفري
كارلا همفري (بالإنجليزية: Carla Humphrey) هي لاعبة كرة قدم بريطانية، ولدت في 15 ديسمبر 1996 في كامبريدجشير في المملكة المتحدة. لعبت مع Doncaster Rovers Belles L.F.C. ‏.

## وصلات خارجية
- كارلا همفري على موقع الاتحاد الأوربي (الإنجليزية)
- كارلا همفري على موقع قاعدة بيانات كرة القدم.إي يو (الإنجليزية)
- كارلا همفري على موقع Soccerway.com (الإنجليزية)